# Campeonato Asiático de Atletismo de 2019 - 400 m masculino
A prova dos 400 metros masculino do Campeonato Asiático de Atletismo de 2019 foi disputada entre os dias 21 e 22 de abril de 2019 no Estádio Internacional Khalifa em Doha, no Catar.

## Recordes
Antes desta competição, os recordes mundiais e do campeonato nesta prova eram os seguintes:
|                       | Nome                 | Nacionalidade  | Tempo  | Local          | Data                 |
| --------------------- | -------------------- | -------------- | ------ | -------------- | -------------------- |
| Recorde mundial       | Wayde van Niekerk    | África do Sul  | 43s 03 | Rio de Janeiro | 14 de agosto de 2016 |
| Recorde do campeonato | Sugath Thilakaratne  | Sri Lanka      | 44s 61 | Fukuoka        | 1998                 |
| Recorde asiático      | Yousef Ahmed Masrahi | Arábia Saudita | 43s 93 | Pequim         | 23 de agosto de 2015 |

## Medalhistas
| Ouro               | Prata                      | Bronze               |
| Yousef Karam (KUW) | Abbas Abubakar Abbas (BHR) | Mikhail Litvin (KAZ) |

## Cronograma
Todos os horários são locais (UTC+3)
| Data        | Hora  | Evento    |
| ----------- | ----- | --------- |
| 21 de abril | 17:30 | Bateria   |
| 21 de abril | 19:10 | Semifinal |
| 22 de abril | 18:15 | Final     |

## Resultados

### Bateria
Qualificação: 4 atletas de cada bateria  (Q) mais os  4 melhores qualificados (q). 
| Posição | Bateria | Atleta                             | Nacionalidade  | Tempo | Notas                |
| ------- | ------- | ---------------------------------- | -------------- | ----- | -------------------- |
| 1       | 3       | Julian Jrummi Walsh                | Japão          | 46.00 | Q                    |
| 2       | 4       | Arokia Rajiv                       | Índia          | 46.25 | Q                    |
| 3       | 1       | Taha Hussein Yassen                | Iraque         | 46.27 | Q,                   |
| 4       | 1       | Abbas Abubakar Abbas               | Bahrein        | 46.27 | Q                    |
| 5       | 1       | Muhammed Anas Yahiya               | Índia          | 46.36 | Q                    |
| 6       | 1       | Ashraf Hussein Osman               | Catar          | 46.54 | q,                   |
| 7       | 4       | Rikuya Ito                         | Japão          | 46.59 | Q,                   |
| 8       | 2       | Mikhail Litvin                     | Cazaquistão    | 46.72 | Q                    |
| 9       | 2       | Mehboob Ali                        | Paquistão      | 46.96 | Q                    |
| 10      | 3       | Mo Il-hwan                         | Coreia do Sul  | 47.01 | Q                    |
| 11      | 2       | Mohamed Nasir Abbas                | Catar          | 47.05 | Q                    |
| 12      | 2       | Yasir Ali Al-Saadi                 | Iraque         | 47.15 | q                    |
| 13      | 2       | Phitchaya Sunthonthuam             | Tailândia      | 47.31 | q                    |
| 13      | 3       | Ajith Premakumara Millagaha Gedara | Sri Lanka      | 47.31 | Q                    |
| 15      | 2       | Xu Haoran                          | China          | 47.40 | q,                   |
| 16      | 4       | Yousef Karam                       | Kuwait         | 47.47 | Q                    |
| 17      | 3       | Pan Haitao                         | China          | 47.69 | Recorde da temporada |
| 18      | 1       | Andrey Sokolov                     | Cazaquistão    | 47.93 |                      |
| 18      | 4       | Joyme Sequita                      | Filipinas      | 47.93 |                      |
| 20      | 4       | Grigoriy Derepaskin                | Tajiquistão    | 47.94 | Recorde da temporada |
| 21      | 3       | Mazen Mawtan Al-Yasen              | Arábia Saudita | 48.24 |                      |
| 22      | 4       | Ahmed Al-Yaari                     | Iêmen          | 48.27 | Recorde nacional     |
| 23      | 1       | Mohammad Jahir Rayhan              | Bangladesh     | 48.51 |                      |
| 23      | 2       | Kirill Sarasov                     | Quirguistão    | 48.51 |                      |
| 25      | 3       | Tan Zongyang                       | Singapura      | 49.09 |                      |
| 26      | 1       | Saeed Bahashwan                    | Iêmen          | 49.72 |                      |
| 27      | 4       | Skhakhzatbek Sadykzhanuulu         | Quirguistão    | 49.95 | Recorde pessoal      |
| 28      | 3       | Hassan Mansour                     | Líbano         | DNS   |                      |

### Semifinal
Qualificação: 3 atletas de cada bateria  (Q) mais os  2 melhores qualificados (q).
| Posição | Bateria | Atleta                             | Nacionalidade | Tempo | Notas           |
| ------- | ------- | ---------------------------------- | ------------- | ----- | --------------- |
| 1       | 1       | Yousef Karam                       | Kuwait        | 45.04 | Q,              |
| 2       | 1       | Abbas Abubakar Abbas               | Bahrein       | 45.27 | Q,              |
| 3       | 1       | Mikhail Litvin                     | Cazaquistão   | 45.38 | Q,              |
| 4       | 1       | Julian Jrummi Walsh                | Japão         | 45.67 | q               |
| 5       | 2       | Arokia Rajiv                       | Índia         | 45.96 | Q               |
| 6       | 2       | Taha Hussein Yassen                | Iraque        | 46.04 | Q,              |
| 7       | 1       | Muhammed Anas Yahiya               | Índia         | 46.10 | q               |
| 8       | 1       | Mo Il-hwan                         | Coreia do Sul | 46.17 | Recorde pessoal |
| 9       | 2       | Rikuya Ito                         | Japão         | 46.52 | Q,              |
| 10      | 1       | Ashraf Hussein Osman               | Catar         | 46.85 |                 |
| 11      | 1       | Yasir Ali Al-Saadi                 | Iraque        | 47.01 |                 |
| 12      | 2       | Ajith Premakumara Millagaha Gedara | Sri Lanka     | 47.07 |                 |
| 13      | 2       | Mohamed Nasir Abbas                | Catar         | 47.10 |                 |
| 14      | 2       | Phitchaya Sunthonthuam             | Tailândia     | 47.15 |                 |
| 15      | 2       | Xu Haoran                          | China         | 47.23 | SB              |
| 16      | 2       | Mehboob Ali                        | Paquistão     | 47.61 |                 |

### Final
| Posição           | Raia | Atleta               | Nacionalidade | Tempo | Notas            |
| ----------------- | ---- | -------------------- | ------------- | ----- | ---------------- |
| Medalha de ouro   | 6    | Yousef Karam         | Kuwait        | 44.84 | Recorde nacional |
| Medalha de prata  | 7    | Abbas Abubakar Abbas | Bahrein       | 45.14 | Recorde pessoal  |
| Medalha de bronze | 9    | Mikhail Litvin       | Cazaquistão   | 45.25 | Recorde nacional |
| 4                 | 4    | Arokia Rajiv         | Índia         | 45.37 | Recorde pessoal  |
| 5                 | 2    | Julian Jrummi Walsh  | Japão         | 45.55 | SB               |
| 6                 | 5    | Taha Hussein Yassen  | Iraque        | 45.74 | Recorde nacional |
| 7                 | 3    | Muhammed Anas Yahiya | Índia         | 46.10 |                  |
| 8                 | 8    | Rikuya Ito           | Japão         | DSQ   | R163.3a          |

Legenda
| Recorde mundial       | Recorde mundial (World record)               |                       | Recorde africano                      | Recorde africano (African) |                                           | Q | Classificado por posição (Qualified) |
| Recorde do campeonato | Recorde do campeonato (Championship record)  | Recorde da América    | Recorde da América (Americas)         | q                          | Classificado por melhor tempo (Qualified) |   |                                      |
| Melhor marca do ano   | Melhor marca do ano (World leading)          | Recorde asiático      | Recorde asiático (Asian)              | DNS                        | Não largou (Did not start)                |   |                                      |
| Recorde nacional      | Recorde nacional (National record)           | Recorde europeu       | Recorde europeu (European)            | DNF                        | Não terminou (Did not finish)             |   |                                      |
| Recorde pessoal       | Recorde pessoal do atleta (Personal best)    | Recorde da Oceania    | Recorde da Oceania (Oceania)          | DSQ / DQ                   | Desclassificado (Disqualified)            |   |                                      |
| Recorde da temporada  | Recorde da temporada do atleta (Season best) | Recorde sul-americano | Recorde sul-americano (South America) | NM                         | Sem marca (No mark)                       |   |                                      |